# Phorine anomala
Phorine anomala är en skalbaggsart som beskrevs av Blackburn 1907. Phorine anomala ingår i släktet Phorine och familjen Melolonthidae. Inga underarter finns listade i Catalogue of Life.